# Кируна
Кѝруна (на шведски: Kiruna, до 1948 г. Jukkasjärvi, Юкасярви, на фински: Kiiruna, Киируна) е град в северна Швеция, лен Норботен. Главен административен център на едноименната община Кируна. Намира се на около 960 km на североизток от централната част на столицата Стокхолм и на около 270 km на северозапад от главния град на лена Люлео. Той е най-северният град на Швеция. Селище тук възниква в края на XIX век, около едноименния железодобивен рудник. Получава статут на град през 1948 г. Добив на желязна руда. Има жп гара и две летища. Край Кируна се намира ракетната база Есрейндж. Населението на града е 22 906 жители според данни от преброяването през 2019 г.

## Преместване
Понастоящем градът сграда след сграда се премества. Целият град се евакуира на около 3 km на изток заради опасността от геологична нестабилност, предизвикана от разширението на мината.
Първата реална дейност по преместването на града е извършена през ноември 2007 г., когато започва работата по новата главна канализационна тръба.
Официалният процес по премесване на града започва през 2018 г. след десетилетия преговори с държавната минна компания LKAB. Решено е някои съоръжения и сгради да бъдат повдигнати и пренесени, а други е необходимо да се разрушат, а след това да се построят на новото място. По данни на Forbes, има също над 20 исторически значими постройки, които изцяло ще се преместят в новия централен район на града, който по план трябва да се открие през 2035 г. Дотогава около 6000 души ще се нанесат в нови жилища.

## Побратимени градове
- Архангелск, Русия
- Нарвик, Норвегия